# Lungisani Ndlela
Lungisani Ndlela (Provincia del Estado Libre, Sudáfrica, 8 de septiembre de 1980) es un exfutbolista de Sudáfrica que jugaba en la posición de delantero centro.

## Carrera

### Club
| Periodo   | Club                   |
| --------- | ---------------------- |
| 2000-2003 | Pretoria University FC |
| 2003-2004 | Moroka Swallows        |
| 2004–2006 | Supersport United      |
| 2006–2009 | Mamelodi Sundowns      |
| 2009–2010 | Moroka Swallows        |
| 2010–2011 | United FC              |

### Selección nacional
Jugó para Sudáfrica en nueve ocasiones de 2005 a 2006 y anotó tres goles, dos de esos goles fueron en la Copa de Oro de la Concacaf 2005.
| 1.      | 10 de julio de 2005  | Memorial Coliseum, Los Angeles, Estados Unidos | Jamaica | 3–3 | Copa de Oro de la Concacaf 2005 |
| 2.      | 17 de julio de 2005  | Reliant Stadium, Houston, Estados Unidos       | Panamá  | 1–1 | Copa de Oro de la Concacaf 2005 |
| 3.      | 13 de agosto de 2005 | Mmabatho Stadium, Mafikeng, Sudáfrica          | Zambia  | 2–2 | Copa COSAFA 2005                |
| Fuente: |                      |                                                |         |     |                                 |

## Logros
- Premier Soccer League (1): 2006/07
- Copa Nedbank (3): 2004, 2005, 2009
- MTN 8 (1): 2007